# 赵理海
赵理海（1916年7月3日—2000年10月10日），男，山西闻喜人，中国海洋法学家，北京大学法律学系教授。他早年毕业于美国哈佛大学，获得法学博士学位。曾经在中国国内多所大学执教。赵理海是中国首位根据《联合国海洋法公约》设置的国际海洋法法庭的法官。